# 天蝶二
天 蝶二（てん ちょうじ、1965年2月28日 - ）は、日本の俳優。嵐レコード所属。神奈川県川崎市出身、にっかつ芸術学院出身。血液型B型。
芸名は天 蝶二（てん ちょうじ） → 天蝶司 晃（てんちょうじ あきら）（2008年後半より） → 天 蝶二（2010年から）。

## 来歴・人物
東京調布の日活撮影所のなかにある、にっかつ芸術学院俳優科を卒業後にテアトルアカデミー、放映新社を経て、嵐レコードに所属。
テアトルアカデミー在籍時代は、主に舞台出演で活躍「ブンナよ木から降りて来い」や、シェークスピア物、コメディー物など、小劇場を中心に十数作品に出演。日光江戸村での街頭立ち回り劇、「森の石松」（石松役）などにも出演する。
放映新社時代からは出演の場を映像に移し、企業VPやVシネマ、バラエティ番組等に主に出演する。
その当時『ボキャブラ天国』に何回か再現VTRで出演しており、そこで知り合った横浜銀蝿のマネージャーに紹介から銀蝿一家の一員となり、嵐レコード所属となる。
翔のソロライブでバックダンサーを務め、その後、再結成した 横浜銀蝿のコンサートでは、オープニングアクトとして豆まきを行うパフォーマンスが名物となる。
テレビドラマデビューは、まだ本名だった頃で、テレビ朝日『はぐれ刑事純情派』。映画デビューは、『月はどっちに出ている』（崔洋一監督）。
現在は俳優業の他に、演出、脚本、シナリオ、キャスティング、プロデューサー等も務めるなど、仕事の幅を拡げている。

## 出演

### 舞台
20代には、毎年3作以上の舞台作品に参加、30代には、自作の一人芝居を数作品、小さい小屋で上演するようになる。30代半ば以降は舞台には出演していない。
代表主演作品
- 「筑豊のハムレット」　主演：小吉役（作：小池洋子、演出：小池要之助、上演：新宿シアターモリエール/北沢タウンホール）

### 映画
- 月はどっちに出ている（1993年） - 警察官 役
- 三浦和義事件〜もう一つのロス疑惑の真実〜（2004年） - 裁判長 役
- メールで届いた物語（2005年） - その筋の男 役
- 魁!クロマティ高校（2005年） - 客引きする高校生 役
- TAKESHI'S（2005年） - 冒頭のやくざ 役
- だからワタシを座らせて。通勤電車で座る技術!（2006年） - 自由業 点々 役
- カタナーマン（2006年） - ホームレス 役
- 九転十起の男（2006年） - 町人 役
- 大阪ハムレット（2007年） - 寿司屋の店主 役
- 商店街な人（2011年、高橋和勧監督 ワップフィルム製作） - 長谷川雷蔵（活動弁士） 役
- 任侠ヘルパー（2012年、 西谷弘監督 ） - ヒロインの同僚役

### テレビドラマ
- 火曜サスペンス劇場 うさぎと亀2（日本テレビ） - 取り立て屋 役
- マイ☆ボス マイ☆ヒーロー（2006年、日本テレビ）
- らんぼう2（2007年、日本テレビ） - 雀荘のヤクザ 役
- 特命!刑事どん亀（2006年、TBS） - テロリスト田丸 役
- お・ばんざい!（2007年、TBS） - 態度の悪い客役
- 金曜プレステージ 十三の墓標（フジテレビ） - ヤクザ石原 役
- セレブと貧乏太郎（2008年、フジテレビ） - トラック運転手役
- 特命係長 只野仁（2003年、テレビ朝日） - ヤクザ幹部 役
- 富豪刑事（2005年、テレビ朝日） - ヤクザ 役
- 新宿スワン（2007年、テレビ朝日） - 取り立て屋 役
- 打撃天使ルリ（2008年、テレビ朝日） - ヤクザ 役
- Cafe吉祥寺で（2008年、テレビ東京） - ヤクザ幹部 役
- サギ師リリ子 （2009年、テレビ東京） - 酒屋店主 役
- ケータイ刑事 銭形海（2007年、TBS） - 潮伸一郎 役
- 東京少女福永マリカ（2008年、BS-i） - スカウトのボス 役
- ゴーストフレンズ（2009年、NHK総合） - DVDを返し忘れたゴースト 役
- 魔女裁判（2009年、フジテレビ） - 裁判員面接を受ける強面 役
- 仮面ライダーオーズ 第22話（2011年、テレビ朝日） - 楠瀧興行の組員 役
- 仮面ライダーウィザード 第12話（2012年11月25日、テレビ朝日）
- 相棒 season14（2015年） - 佐藤良行 役
- ハラスメントゲーム 最終回（2018年、テレビ東京） - 奥沢店店長 役

### オリジナルビデオ・DVD
- 岸和田少年愚連隊 カオルちゃん最強伝説シリーズ - 組員 役
- 逆鱗組七人衆〜上州路に春を見た - 狡山祥一郎（タクシー運転手） 役
- 逮捕〜俺は何もやってない
- 修羅の荒野シリーズ - 小笠原忠 役
- 熱血硬派くにおくん シリーズ - 犬田（地上げ屋）役
- ドラゴンブラック - 刑事役

### CM
- 日清食品 カップヌードル「ブタホタテドリ」
- カミナガ製薬「エネロクリーン」
- JT「キャビンスーパーマイルド」
- 日本農産工業株式会社 ヨード卵光「ヨード卵光の卵スープ」

### ラジオ
- ザ・ナイト（FM横浜）レポーター

### ラジオCM
- 埼玉スポーツセンター

### キャスティング作品
- 九転十起の男2
- 九転十起の男3 グットバイ
- 万華鏡
- 破天荒力
- 弁天通りの人々